# Biscutella brevicaulis
Biscutella brevicaulis là một loài thực vật có hoa trong họ Cải. Loài này được Jord. mô tả khoa học đầu tiên năm 1864.